# Vive notre État
Vive notre État (en russe : Да здравствует наша держава, Da zdravstvouyet nasha derjava) est un chant patriotique soviétique composé par Boris Alexandrovitch Aleksandrov, fils du compositeur de l'hymne soviétique Alexandre Vassilievitch Aleksandrov, en 1943.
La musique (avec des paroles différentes) est toujours utilisée dans l'hymne national de la Transnistrie. Cette chanson est également utilisée comme marche militaire (musique seulement) lors de la parade du Jour de la victoire en Russie.